# L'Immoraliste
L'Immoraliste (conhecido em português como O Imoralista) é um livro escrito pelo escritor francês André Gide e publicado inicialmente em França em 1902.

## Enredo
É a história suave e sofisticada de um homem, Michel, que, após recuperar de uma doença grave, começa a ver o mundo, a natureza, a sociedade e a sua própria sexualidade sob uma perspectiva radicalmente diferente. As alusões de Gide à homossexualidade de Michel são muito delicadas, aparecendo apenas indiretamente, mais por subentendidos relacionados com a situação descrita que por uma referência clara e objetiva: a preferência de Michel por estar entre trabalhadores de "classe baixa", a sua admiração por Moktir, um jovem árabe a quem tudo é perdoado, o beijo roubado ao condutor Siciliano, bem como os parágrafos finais mais francos e directos sobre Ali: "Ela (a irmã de Ali) não estava aborrecida, mas agora, de cada vez que a encontro, ri-se e mete-se comigo dizendo que eu gosto mais do rapaz (Ali) que dela. Afirma que é por causa dele que eu fico (no Norte de África). Talvez não esteja completamente errada...". A escrita de Gide em O Imoralista é simples e linear, mas muito elegante e quase poética. Escreve na primeira pessoa, como se contando as suas próprias experiências numa confissão sussurrada.